# جو بو آه
این یک نام کره‌ای است؛ نام خانوادگی جو است.
جو بو آه (کره‌ای: 조보아؛ زادهٔ ۲۲ اوت ۱۹۹۱) بازیگر، مدل و مجری اهل کره جنوبی است که به خاطر نقش‌هایش در دمای عشق (۲۰۱۷)، خداحافظ به خداحافظی (۲۰۱۸)، قهرمان عجیب من (۲۰۱۸)، جنگل (۲۰۲۰)، افسانه نه دم (۲۰۲۰) و دادستان نظامی دوبرمن (۲۰۲۲) شناخته شده است. 

## اوایل زندگی
جو بو آه در ۲۲ اوت ۱۹۹۱ در ده‌جون، کره جنوبی به دنیا آمد. جو از دانشگاه سونگ کیون کوان در رشته هنرهای نمایشی فارغ‌التحصیل شد.

## فیلم‌شناسی

### فیلم
| سال  | عنوان        | نقش         | منابع |
| ---- | ------------ | ----------- | ----- |
| ۲۰۱۴ | موجود بی‌گناه | ها یونگ اون | [ ۳ ] |

### مجموعه تلویزیونی
| سال       | عنوان                                   | نقش                   | توضیحات                       | منابع  |
| --------- | --------------------------------------- | --------------------- | ----------------------------- | ------ |
| ۲۰۱۱      | من در چونگدامدونگ زندگی می‌کنم           | بو آه                 | حضور افتخاری (قسمت ۱۰، ۱۴–۱۵) | [ ۴ ]  |
| ۲۰۱۲      | گروه گل                                 | ایم سو آه             |                               | [ ۵ ]  |
| ۲۰۱۲      | کوی‌سورو مای‌سون رینبو رز                 | بو آه                 |                               | [ ۶ ]  |
| ۲۰۱۲–۲۰۱۳ | دکتر اسب                                | سو اون سو             |                               | [ ۷ ]  |
| ۲۰۱۴      | پری دریایی بیکار                        | کیم ها نی / آیلین     |                               | [ ۸ ]  |
| ۲۰۱۵      | گمشده                                   | جین سو جون            |                               | [ ۹ ]  |
| ۲۰۱۵      | همه چیز دربارهٔ مادرم                    | جانگ چه ری            |                               | [ ۱۰ ] |
| ۲۰۱۶      | هیولا                                   | دو شین یونگ           |                               | [ ۱۱ ] |
| ۲۰۱۶      | غریبه شیرین و من                        | دو یو جو              |                               | [ ۱۲ ] |
| ۲۰۱۷      | دمای عشق                                | جی هونگ آه            |                               | [ ۱۳ ] |
| ۲۰۱۷      | درامای ویژه کی‌بی‌اس: بگذارید ملاقات کنیم | لی سو جی              |                               | [ ۱۴ ] |
| ۲۰۱۸      | خداحافظ به خداحافظی                     | جونگ هیو              |                               | [ ۱۵ ] |
| ۲۰۱۸–۲۰۱۹ | قهرمان عجیب من                          | سون سو جونگ           |                               | [ ۱۶ ] |
| ۲۰۲۰      | جنگل                                    | جونگ یونگ جه          |                               | [ ۱۷ ] |
| ۲۰۲۰      | افسانه نه دم                            | نام جی آه / یی آه اوم |                               | [ ۱۸ ] |
| ۲۰۲۲      | دادستان نظامی دوبرمن                    | چا وو این             |                               | [ ۱۹ ] |
| ۲۰۲۳      | افسانه نه دم ۱۹۳۸                       | نام جی آه             | حضور افتخاری                  | [ ۲۰ ] |
| ۲۰۲۳      | مقدر شده با تو                          | لی هونگ جو            |                               | [ ۲۱ ] |

### مجموعه اینترنتی
| سال  | عنوان     | نقش   | منابع  |
| ---- | --------- | ----- | ------ |
| ۲۰۲۴ | هونگ رانگ | جه یی | [ ۲۲ ] |